# نيلس هالبيرج
نيلس هالبيرج (بالسويدية: Nils Hallberg)‏ (و. 1921 – 2010 م) هو ممثل، من السويد، ولد في ستوكهولم، توفي في ستوكهولم، عن عمر يناهز 89 عاماً.

## وصلات خارجية
- نيلس هالبيرج على موقع IMDb (الإنجليزية)
- نيلس هالبيرج على موقع قاعدة بيانات الأفلام السويدية (السويدية)
- نيلس هالبيرج على موقع قاعدة بيانات الفيلم (الإنجليزية)